# Jan van Os

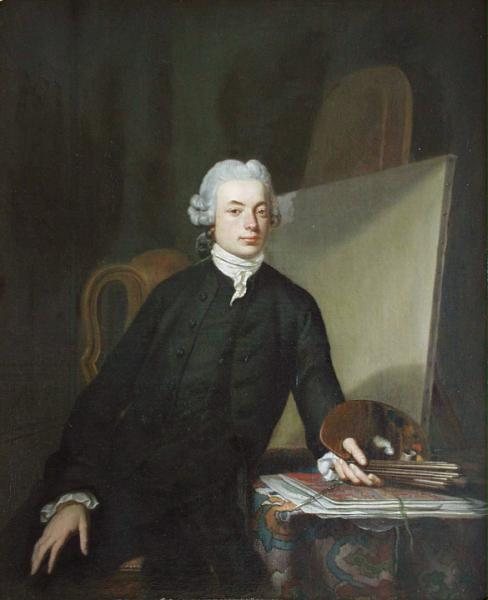
Jan van Os, målad av Hendrik Pothoven.

Jan van Os, född den 23 februari 1744 i Middelhamis, död den 7 februari 1808 i Haag, var en holländsk målare, far till Pieter Gerardus, Maria Margaretha van Os och Georgius Jacobus Johannes van Os samt farfar till Pieter van Os.
van Os gjorde sig bemärkt som frukt- och blomstermålare, varvid han framför allt studerade Huysum, kopierade hans tavlor och i sina egna arbeten kom honom ganska nära. Dessutom målade han även landskap med djur och mariner samt utgav ett häfte dikter (1787).